# Paul Koering
Paul Koering (sinh ngày 17 tháng 12 năm 1964) là một chính khách của Minnesota, người phục vụ trong Hội đồng quận của Quận Crow Wing, Minnesota. Ông là cựu thành viên của Thượng viện Minnesota từ Fort Ripley. Là người Cộng hòa, ông đại diện cho Quận 12, bao gồm tất cả hoặc một phần các quận Crow Wing và Morrison, bao gồm cả thành phố Brainerd. Một chủ cửa hàng rượu, chủ dịch vụ xe tang và một nông dân nhỏ, ông đã phục vụ hai nhiệm kỳ, nhưng đã bị cựu Dân biểu Paul Gazelka đánh bại trong cuộc bầu cử sơ bộ của đảng Cộng hòa. Ông đã được bầu vào Hội đồng quận Crow Wing vào năm 2012 và được bầu lại vào năm 2016; ông đại diện cho quận đầu tiên bao gồm phần phía nam của Quận Crow Wing, bao gồm Fort Ripley, Thị trấn Roosevelt, Thị trấn Oak Lawn và phần cực đông bắc của thành phố Brainerd.
Koering lần đầu tiên được bầu vào thượng viện năm 2002, đánh bại thượng nghị sĩ lâu năm và đảng Dân chủ Don Samuelson, người từng là chủ tịch thượng viện. Ông được bầu lại vào năm 2006, vượt qua cả các đối thủ bầu cử sơ cấp và tổng quát.
Koering là thành viên của Ủy ban Nông nghiệp và Cựu chiến binh của Thượng viện, Ủy ban Đầu tư Thủ đô, Ủy ban An ninh Gia đình, Nhà ở và Gia đình (trong đó ông là đảng viên thiểu số xếp hạng) và Ủy ban Giáo dục Đại học. Ông cũng phục vụ trong các tiểu ban Tài chính cho Bộ phận Chính sách và Ngân sách của Bộ Nông nghiệp và Cựu chiến binh, cho Bộ phận Ngân sách Dịch vụ Y tế và Dịch vụ Nhân sinh, và cho Bộ phận Chính sách và Ngân sách Giáo dục Đại học.
Các vị trí của Koering có xu hướng bảo thủ, bao gồm phản đối tăng thuế, phản đối phá thai, hỗ trợ cho các bản án hình sự cứng rắn hơn và hỗ trợ cho các quyền súng rộng rãi, bao gồm hỗ trợ cho một quyền chung để mang theo một khẩu súng giấu kín. Trong một ngoại lệ đáng chú ý với chủ nghĩa bảo thủ đó, ông đã đứng về phía đảng Dân chủ Thượng viện trong việc chống lại các hạn chế về quyền của người đồng tính. Ông được cho là quan chức bầu cử Cộng hòa đồng tính công khai đầu tiên ở Minnesota, và là thành viên Cộng hòa đồng tính công khai duy nhất của Cơ quan Lập pháp Minnesota cho đến nay.
Koering tự mình "vượt qua" một cách hiệu quả bằng cách thoát khỏi đường lối của Đảng Cộng hòa trong cuộc bỏ phiếu theo thủ tục tại Thượng viện Minnesota. Thời điểm then chốt đến vào ngày 7 tháng 4 năm 2005, khi Thượng nghị sĩ bang Michele Bachmann khi đó sử dụng các chiến thuật thủ tục sẽ buộc phải bỏ phiếu về sửa đổi hiến pháp của mình để cấm kết hôn đồng giới ở Minnesota. Cuộc bỏ phiếu này trùng với ngày vận động hành lang đồng tính nam và đồng tính nữ justFair tại Tòa nhà Quốc hội, cũng như kỷ niệm lần thứ hai về cái chết của mẹ Koering. Koering tuyên bố rõ ràng xu hướng tình dục của mình một tuần sau đó. Một số bình luận công khai đặt câu hỏi về việc tiết lộ này sẽ ảnh hưởng như thế nào đến triển vọng tái đắc cử năm 2006 tại một khu vực nông thôn, nghiêng phải, nhưng ông đã giành được hơn 12 điểm phần trăm. Tuy nhiên, ông đã làm thất vọng những người ủng hộ hôn nhân đồng giới bằng cách bỏ phiếu chống lại Đạo luật bảo vệ hôn nhân và gia đình ở bang Minnesota, một đề xuất được DFL ủng hộ để hợp pháp hóa kết hợp dân sự đồng tính trong tiểu bang.
Vào ngày 15 tháng 6 năm 2010, trang tin đồng tính TheSword.com tuyên bố rằng Koering đã đi hẹn hò ăn tối ở Brainerd với nam diễn viên khiêu dâm đồng tính Brandon Wilde. Ông thừa nhận hẹn hò với Wilde và nói với The Sword, "Tôi không thấy có gì sai khi đi chơi với anh ta." Trong ánh sáng của câu chuyện, Đảng Cộng hòa Minnesota càng khiến họ xa cách với Koering. Sau khi thua cuộc bầu cử sơ bộ tháng 8 năm 2010 với ứng cử viên ủng hộ phong trào của Đảng Trà, Paul Gazelka với số phiếu từ 57 đến 43%, ông tuyên bố rút khỏi Đảng Cộng hòa, ủng hộ ứng cử viên của Đảng DFL Taylor Stevenson cho ghế Quận 12.
Koering đã thu hút sự chỉ trích quốc gia về những bình luận của ông liên quan đến những người đã chết vì quá liều ma túy. Ông được Brainerd Dispatch trích dẫn khi nói rằng, tôi không biết tại sao chúng tôi lại vội vàng như vậy để cứu ai đó như thế này. Tôi đoán nó nghe có vẻ khắc nghiệt, nhưng nó đã loại bỏ được một vấn đề, trong tâm trí của tôi, trong suốt cuộc họp của Hội đồng quận Crow Wing ngày 19 tháng 3 năm 2019.